# 臺南市立後壁國民中學
臺南市立後壁國民中學（英語：Tainan Municipal HouBi Junior High School），簡稱後壁國中，是位於臺灣臺南市後壁區下茄苳的國民中學，鄰近國立後壁高級中學，為偏遠地區學校。

## 沿革
1968年，該校為因應政府全面實施九年國民教育而創校，同年8月，臺灣省政府派任楊以鈞為首任校長擘劃校地發展，草創之初暫借後壁國小上課，由臺南縣後壁鄉購地2.071公頃，10月中旬遷入新闢校地。1973年又增購2.030公頃土地作為運動場地，全域面積計有4.101公頃。1974年8月，調任原下營國中校長徐崑河繼為第二任校長，任內陸續興建川堂、司令台，並以「誠、正、新、實」為校訓，加強推行生活、衛生等各項教育。1984年8月，蔡聲謀校長任內實施校園綠化工作，興建硬式網球場及擴充圖書設備並籌款興建學生活動中心。2008年開始為臺南市生命教育中心學校，致力於生命教育課程推廣，並獲選為全國生命教育特色學校。2011年起，該校向教育部申請改建老舊校舍，新校舍於2013年獲頒國家卓越建設獎最佳環境文化類文化設施類優質獎項。2023年，獲教育部遴選為「品德教育特色學校」。2025年2月，該校一名13歲學生猝死引發校園霸凌、餵毒致死爭議。

## 歷任校長
| 任別 | 姓名   | 任職時間  | 離任時間  | 備註                                     |
| ---- | ------ | --------- | --------- | ---------------------------------------- |
| 1    | 楊以鈞 | 1968年8月 | 1974年7月 |                                          |
| 2    | 徐崑河 | 1974年8月 | 1980年2月 | 原任下營國中校長。                       |
| 3    | 蕭增塘 | 1980年3月 | 1984年7月 |                                          |
| 4    | 蔡聲謀 | 1984年8月 | 1991年7月 | 原任南化國中校長。                       |
| 5    | 張北辰 | 1991年8月 | 1994年7月 | 原任鹽水國中校長。                       |
| 6    | 林朝正 | 1994年8月 | 1999年7月 | 原任高雄縣六龜寶來國中校長。             |
| 7    | 蔡聲謀 | 1999年8月 | 2004年7月 | 原任白河國中校長、前校長。               |
| 8    | 林世昌 | 2004年8月 | 2012年7月 | 轉任仁德文賢國中校長。                   |
| 9    | 黃美芳 | 2012年8月 | 2020年7月 | 原任南新國中教務主任，轉任南新國中校長。 |
| 10   | 高儷玲 | 2020年8月 | 現任      | 原任大成國中學務主任。                   |

## 校隊社團
該校發展軟式網球、木球等體育專長，開設偶劇、扯鈴與合唱團等才藝社團以及獨輪車社、陶藝社、太鼓社、跆拳道社等興趣社團。

## 外部連結
- 臺南市立後壁國民中學
- 台南市後壁國中的Facebook專頁